# 광무도
광무도는 실전종합무술이다. 각종 다양한 무술들을 혼합하여 만든 무술이다.
광무도는 타격기 뿐만 아니라 그래플링, 그라운드, 무기술까지 사용하는 근접 격투무술로서, 실전성을 추구한다.
종목의 특성상 종합격투기(MMA)로 분류할 수도 있으나, 대부분의 MMA 대회에서 금지된 실전적인 기술(사커킥,스탬핑,박치기,무기술 등)까지 허용한다는 점과, 도복 규정 및 승급,승단 체계를 갖추고 있는 점 등에서는 종합격투기와 구별되어 무술로서의 성격을 띤다.